# Cao Vân
Bắc Yên Huệ Đế, tên thật là Cao Vân (chữ Hán: 高雲, Chosŏn'gŭl: 고운l; romaja: Ko Un, ? - 409), hay Mộ Dung Vân (慕容雲), tự là Tử Vũ (子雨), là vua nước Bắc Yên thời Ngũ Hồ thập lục quốc trong lịch sử Trung Quốc.

## Thân thế
Cao Vân vốn là người Triều Tiên, dòng dõi quý tộc nước Cao Câu Ly. Giữa thế kỷ 4, nhà Tiền Yên của tộc Tiên Ti (một trong Thập lục quốc) tấn công kinh đô Cao Câu Ly ở núi Hoàn Đô. Quân Tiền Yên bắt một số thành viên vương tộc Cao Câu Ly đem về nước. Tổ tiên Cao Vân trong số những người bị bắt và đưa lên Thanh Sơn (青山). Dòng họ nhà Cao Vân trở thành người nước Tiền Yên.
Thời Cao Vân có nhiều biến động ở trung nguyên: các tộc Ngũ Hồ tranh giành quyền cai trị miền bắc Trung Quốc trong khi nhà Đông Tấn đã rút về Giang Nam. Nước Tiền Yên mất, dòng họ Mộ Dung không lâu sau lại tái lập Hậu Yên. Thời Hậu Yên Huệ Mẫn Đế Mộ Dung Bảo, Cao Vân trở thành một võ quan của nước Hậu Yên.

## Trong nội chiến họ Mộ Dung
Hậu Yên Huệ Mẫn Đế tiếp quản ngôi vua từ Hậu Yên Vũ Thành Đế (Mộ Dung Thùy) trong bối cảnh không thuận lợi. Nước Hậu Yên hùng mạnh ban đầu bị Bắc Ngụy của họ Thác Bạt nổi lên đánh bại nhiều lần, lãnh thổ bị thu hẹp. Không những vậy, nội bộ Hậu Yên cũng chia rẽ sâu sắc.
Hoàng tử Mộ Dung Hội cậy công đẩy lui được quân Bắc Ngụy ở Hạ Khiêm, muốn giành ngôi thái tử và gây biến loạn. Hội giết chú là Mộ Dung Long và mang quân tấn công vua cha ở Long Thành (龍城). Huệ Mẫn Đế không khống chế nổi. Trong lúc nguy cấp, Cao Vân suất lãnh một đội dũng sĩ đang đêm đánh úp doanh trại của Mộ Dung Hội. Quân của Hội tan vỡ, Hội thua trận bỏ chạy về Trung Sơn rồi bị giết.
Do có công, Cao Vân được phong làm Tịch Dương công (夕陽公) và được Huệ Mẫn Đế nhận làm con nuôi, đổi sang họ vua thành Mộ Dung Vân. Mộ Dung Vân có quan hệ thân thiết với một võ quan người Hán của Hậu Yên là Phùng Bạt.
Nước Hậu Yên sau đó vẫn chìm trong nội loạn. Sau khi Huệ Mẫn Đế bị giết năm 398, người nối nghiệp là Chiêu Vũ Đế Mộ Dung Thịnh cũng bị giết năm 401. Em Huệ Mẫn Đế và là chú Chiêu Thành Đế là Mộ Dung Hy dẹp loạn và nối ngôi, tức là Hậu Yên Chiêu Văn Đế.
Mộ Dung Hy lại mang quân tấn công Cao Câu Ly giữa mùa đông giá rét khiến quân lính nhiều người bị chết cùng ngựa chiến. Vì vậy nhiều người oán ghét Mộ Dung Hy.
Năm 407, tướng người Hán là Phùng Bạt đắc tội với Mộ Dung Hy và bỏ trốn, sau đó cùng em là Phùng Tố Phất (馮素弗) lẻn vào Long Thành, tôn Mộ Dung Vân làm chủ để khởi binh. Quân Mộ Dung Vân được tướng Trương Hưng (張興) ủng hộ, đánh bại và bắt được Chiêu Văn Đế Hy. Mộ Dung Vân kể tội tàn ác của Mộ Dung Hy và giết chết.
Ông lên ngôi vua, tự xưng là Thiên vương.

## Cai trị
Mộ Dung Vân lên làm vua Yên, lại lấy họ cũ là Cao Vân, đặt niên hiệu là Chính Thủy. Ông dùng tướng Phùng Bạt làm Đô đốc phụ trách việc quân, Lục thượng thư sự.
Năm 408, Cao Vân lập con trai là Cao Bành Thành (高彭城) làm thái tử. Cùng thời gian này, Quảng Khai Thổ Thái Vương nước Cao Câu Ly sai sứ sang giao hảo và đề nghị nhận lại người trong họ tộc cũ. Cao Vân đáp lại đề nghị của vua Cao Câu Ly. Ông lập Mộ Dung Quy (慕容歸) làm Liêu Đông công để giữ hương hỏa họ Mộ Dung.
Do những biến loạn nhiều đời của Hậu Yên trước đây, Cao Vân cũng lo sợ bị cướp ngôi, vì vậy đã nuôi nhiều dũng sĩ làm tâm phúc để tự vệ, cho Cầm Ban và Đào Nhân chỉ huy. Ông cũng được đánh giá là vị vua tàn bạo, hễ có ai làm ông không vừa ý là bị ông sát hại.

## Bị giết
Năm 409, Lý Tế, một người tham gia vào vụ đảo chính đưa Cao Vân lên ngôi, bất mãn vì không được trọng dụng, bèn làm binh biến cùng tướng cầm đầu vệ sĩ của Cao Vân là Cầm Ban và Đào Nhân. Cao Vân bị phản quân giết chết, không rõ năm đó ông bao nhiêu tuổi.
Tướng Phùng Bạt mang quân dẹp loạn, giết chết Lý Tế, Cầm Ban và Đào Nhân rồi tự xưng làm vua, tức là vua Bắc Yên Văn Thành Đế.
Cao Vân là nhân vật chuyển tiếp giữa Hậu Yên và Bắc Yên. Nhiều tài liệu vẫn coi ông là người mở đầu cho nước Bắc Yên, số ít tài liệu khác căn cứ vào họ Mộ Dung mà ông nhận từ Mộ Dung Bảo để coi ông là vua kế tục Hậu Yên.

## Niên hiệu
Trong thời gian ở ngôi, Cao Vân dùng duy nhất một niên hiệu:
- Chính Thủy (正始) 407-409